# Bernardo Salviati
Bernardo Salviati (Florença, 1508 - Roma, 6 de maio de 1568), foi um cardeal do século XVII.

## Biografia
Nasceu em Florença em 1508. De uma família nobre. Oitavo dos onze filhos de Jacopoo Salviati e Lucrezia de' Medici. Irmão do Cardeal Giovanni Salviati (1517), seu antecessor na sé de Saint-Papoul. Sobrinho do Papa Leão X (1513-1521), por parte de mãe. Tio do Cardeal Anton Maria Salviati (1583). Outros cardeais da família foram Alamanno Salviati (1730); e Gregorio Salviati (1777).
Cavaleiro da Ordem de São João de Jerusalém ainda jovem. Por seu valor, foi nomeado almirante da ordem. Prior da ordem em Cápua e posteriormente em Roma. Embaixador da ordem, juntamente com Filippo Strozzi e Lorenzo Ridolfi, perante o imperador Carlos V em Barcelona; e mais tarde, perante o rei da França. Ele tinha uma filha natural. Promovido ao posto de capitão. A rainha Caterina de' Medici da França, sua parente, exortou-o com sucesso a deixar o serviço militar e ingressar na vida eclesiástica. Tomou o hábito clerical.
Eleito bispo de Saint-Papoul, França, em 5 de junho de 1549. Consagrado (nenhuma informação encontrada). Nomeado abade comendador de S. Dionigi, Milão, 1550; e de S. Salvador de Rothone, Vannes, 1553. Grande esmoler da rainha Catarina de' Medici de França. Renunciou ao governo da diocese antes de 8 de agosto de 1561, em favor de seu sobrinho Antonmaria Salviati, futuro cardeal.
Criado cardeal sacerdote no consistório de 26 de fevereiro de 1561; recebeu o barrete vermelho e o título de S. Simeone Profeta, 27 de junho de 1561. Administrador da diocese de Clermont, 8 de agosto de 1561. Participou do conclave de 1565-1566, que elegeu o Papa Pio V. Optou pelo título de S. Prisca, 15 de maio de 1566. Renunciou à administração antes de 10 de março de 1568.
Morreu em Roma em 6 de maio de 1568, em sua residência em Trastevere, Roma. Sepultado na igreja de S. Maria sopra Minerva, Roma.